# 釦器

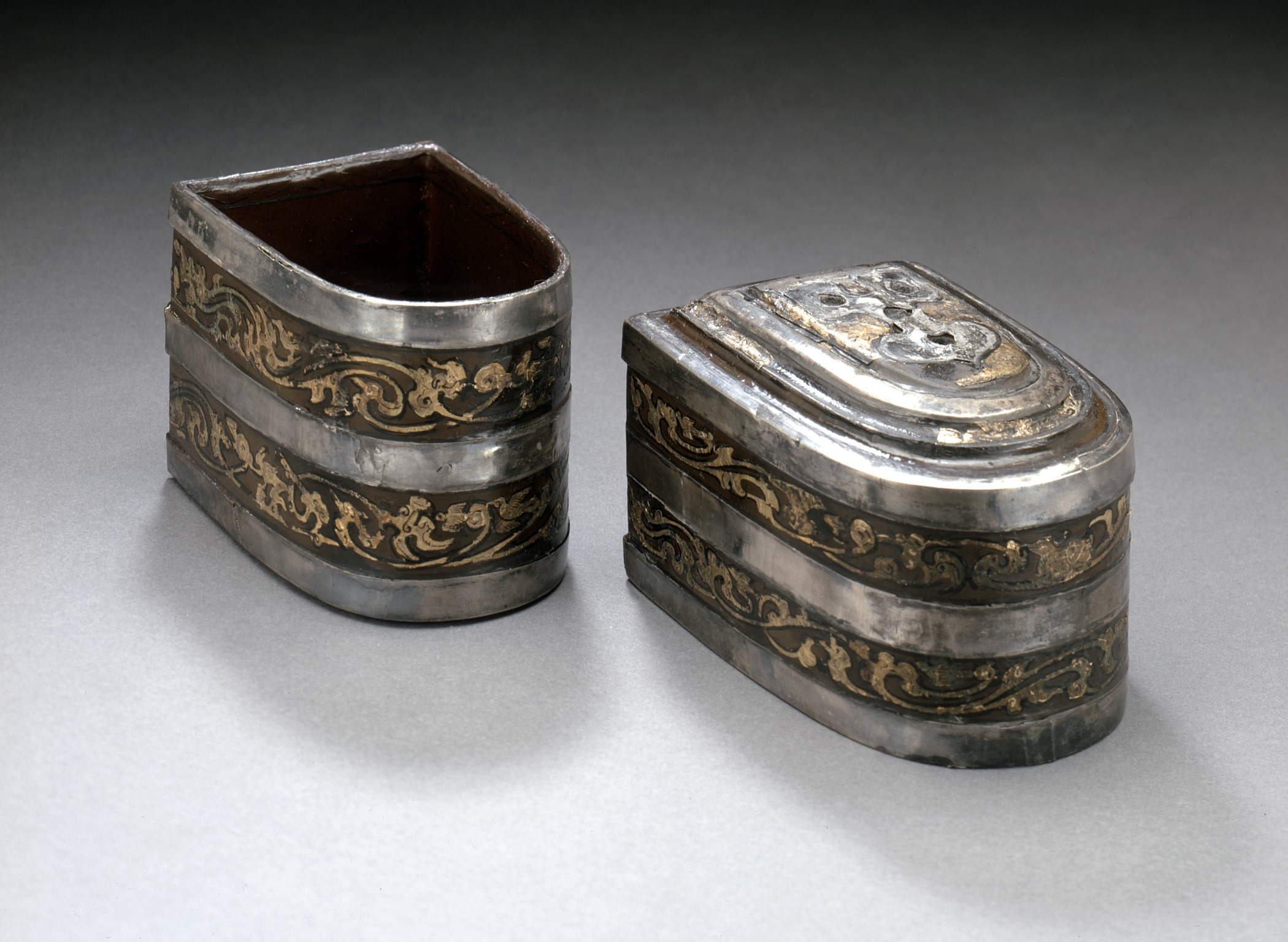
洛杉矶郡艺术博物馆馆藏的镶釦漆器——西汉半椭圆形带盖化妆盒

釦器，是在漆器、玉器、玻璃器、玳瑁、象牙器、陶器、瓷器等器具中包镶金、银、铜等金属箍以达到加固和装饰目的器物。其中的镶釦漆器与镶釦瓷器是最常见的两类釦器。